# L'Archipel Aquitaine

L’Archipel Aquitaine est un documentaire de Jean-Claude Bringuier réalisé en 1986. Il fait partie de la collection Chroniques de France. Il sa compose de trois parties : Des eaux mêlées, Des rêves et des jeux et Les Gascons.

## Synopsis
Bernard prête à son ami Jean sa maison du Bassin d'Arcachon. Jean lui écrit, racontant ses expéditions en forêt des Landes, dans le Gers et jusqu'au fond du Pays basque, découvrant peu à peu ce pays d'Aquitaine et les gens qui y vivent.

## Fiche Technique
- Auteur-réalisateur : Jean-Claude Bringuier
- Production / Diffusion : Ina
- Éditeur : France 3 Vidéo
- Pays :  France
- Langue : français
- Durée : 52 minutes / 66 minutes / 55 minutes
- Catégorie : Géographie, Population, Paysage

## Détails
- Triptyque dans la série « Chroniques de France », ce film se présente sous la forme d’une lettre filmique avec « un discours linguistique à la première personne […] conçu comme une lettre à un personnage lointain ».
- « Ecrire des lettres pour faire partager la découverte d’un pays à l’ami qui vit en exil de ce même pays où plongent ses racines, reprendre la vieille tradition des lettres littéraires et lui inventer une forme télévisuelle. »
- « Le cinéaste arrive en Aquitaine et pour découvrir le pays où il va établir ses quartiers au cap Ferret dans la maison de vacances que lui a prêtée un ami d’enfance qui vit à Dakar. La paisible demeure s’enveloppe de souvenirs de jours heureux réactivés par la lecture des journaux intimes qu’avait rédigés cet ami pendant son enfance et sa jeunesse. » Jean-Claude Bringuier choisit de se montrer à l’image et d’utiliser le « je » en voix off.
- « Il s’agit de faire éprouver le monde depuis un lieu et à travers un regard qui voudrait en atteindre virtuellement la permanence. »